# 安吉利卡图书馆

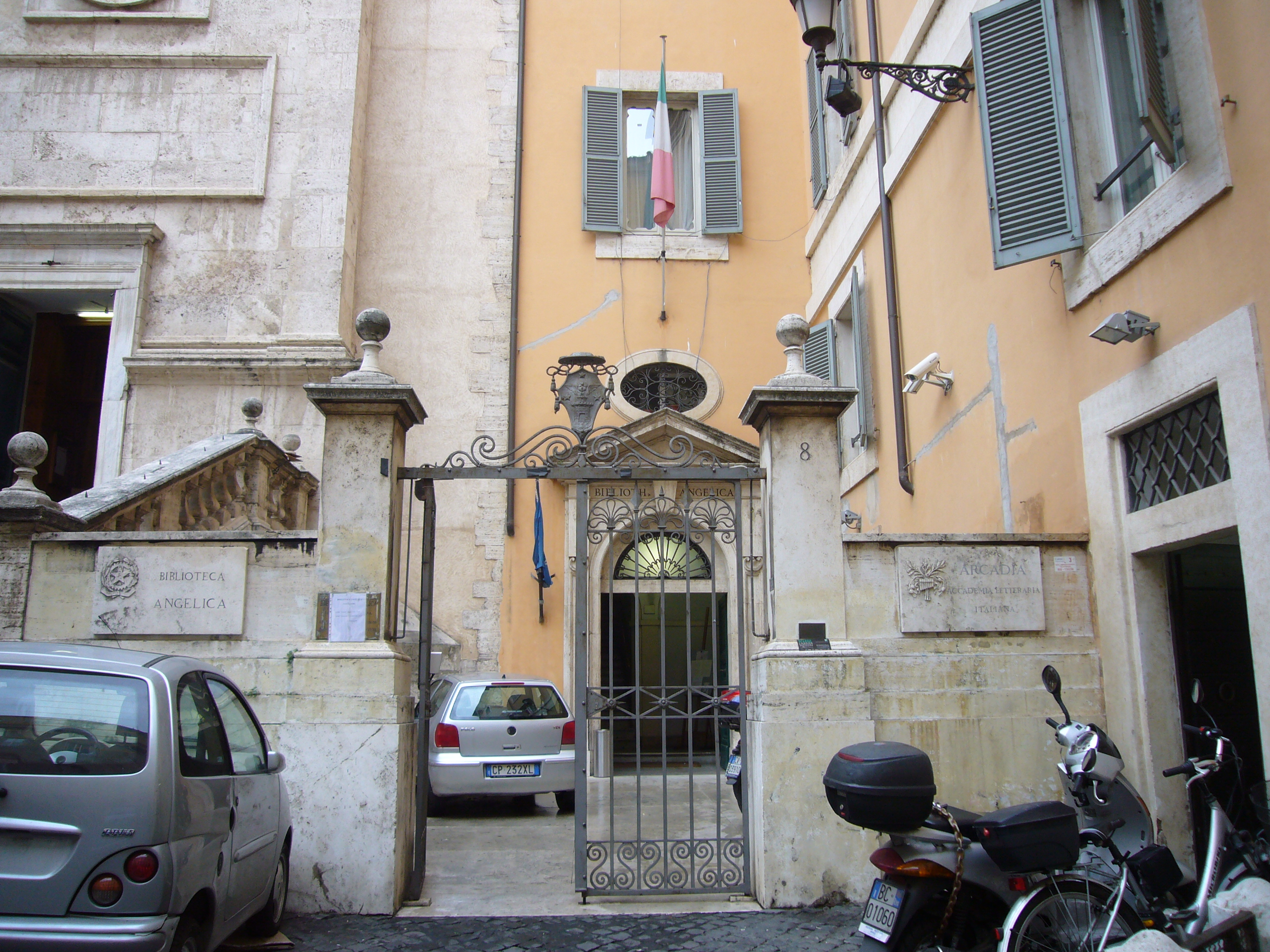

安吉利卡图书馆（義大利語：Biblioteca Angelica）是意大利罗马的一个公共图书馆，位于纳沃纳广场附近的圣奥斯定广场（Piazza Sant'Agostino），毗邻圣奥斯定圣殿。
该图书馆藏有约18万册手稿。这些手稿以前属于奥斯定会。对于我们了解宗教改革和反宗教改革的历史非常重要。

## 历史
该图书馆由安杰洛·罗卡（1546-1620年）建立于1604年，属于奥斯定会修道院。 自1609年以来，它一直向公众开放，与米兰的盎博罗削图书馆同被认为是欧洲最古老的公共图书馆。
自1940年以来，该图书馆一直存放着阿卡迪亚学院的档案。自1975年以来，图书馆一直由意大利文化部监督。